# Lojo pedagogi
Lojo pedagogi (finska: Lohjan pedagogio) var en läroanstalt som fungerade i Lojo åren 1659 till 1816.  Nuförtiden fungerar byggnaden som Lojo museums utställningsutrymme.

## Historia
År 1659 fick Henricus Erici lov från Åbo domkapitel att undervisa barn i området kring Lojo och grundade då Lojo Pedagogi. Skolan var en av de första landsbygdsskolorna i Sveriges östra rikshalva Finland. Skolan hade då bara en lärare som undervisade ungefär 20 elever. 

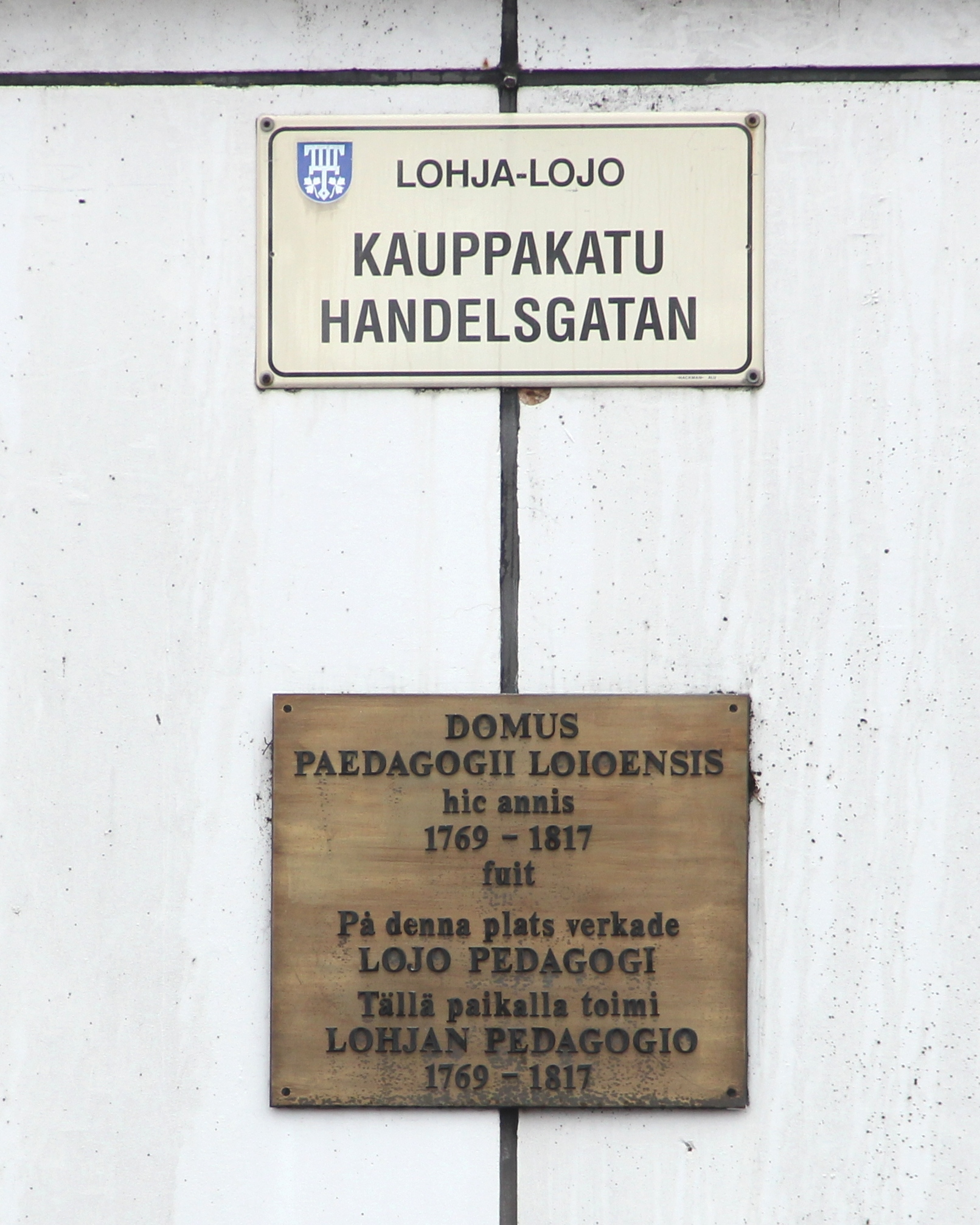
Minnesplatta över Lojo pedagogi vid Handelsgatan.

Pedagogins första skolbyggnad låg i Lojoby nära S:t Lars kyrka. 1749 började planeringen av en ny skolbyggnad, som blev verklighet 1769. Här fortsatte sedan verksamheten fram till dess upplösning 1816. 1971 flyttades den ursprungliga skolbyggnaden till Lojo prästgårds museiområde. 
Efter upplösningen ersattes skolan med en gemensam skola för barn från både Lojo och Sjundeå. 